# Досон (Пенсільванія)
Досон (англ. Dawson) — місто (англ. borough) в США, в окрузі Файєтт штату Пенсільванія. Населення — 352 особи (2020).

## Географія
Досон розташований за координатами 40°2′50″ пн. ш. 79°39′25″ зх. д. / 40.04722° пн. ш. 79.65694° зх. д. (40.047175, -79.656942).  За даними Бюро перепису населення США в 2010 році місто мало площу 0,55 км², з яких 0,42 км² — суходіл та 0,13 км² — водойми.

## Демографія
Згідно з переписом 2010 року, у селищі мешкало 367 осіб у 149 домогосподарствах у складі 102 родин. Густота населення становила 671 особа/км².  Було 179 помешкань (327/км²).
Расовий склад населення:
| - 96,2 % — білих - 1,1 % — чорних або афроамериканців - 0,3 % — корінних американців |

До двох чи більше рас належало 2,5 %. Частка іспаномовних становила 0,0 % від усіх жителів.
За віковим діапазоном населення розподілялося таким чином: 22,9 % — особи молодші 18 років, 58,0 % — особи у віці 18—64 років, 19,1 % — особи у віці 65 років та старші. Медіана віку мешканця становила 41,9 року. На 100 осіб жіночої статі у селищі припадало 98,4 чоловіків;  на 100 жінок у віці від 18 років та старших — 93,8 чоловіків також старших 18 років.
Середній дохід на одне домашнє господарство  становив 45 495 доларів США (медіана — 38 750), а середній дохід на одну сім'ю — 52 584 долари (медіана — 45 417). Медіана доходів становила 43 750 доларів для чоловіків та 28 182 долари для жінок. За межею бідності перебувало 17,6 % осіб, у тому числі 40,2 % дітей у віці до 18 років та 8,2 % осіб у віці 65 років та старших.
Цивільне працевлаштоване населення становило 167 осіб. Основні галузі зайнятості: освіта, охорона здоров'я та соціальна допомога — 26,3 %, виробництво — 15,0 %, сільське господарство, лісництво, риболовля — 13,2 %.